# Phanerochaetaceae
Famille
Les Phanerochaetaceae sont une famille de champignons de l'ordre des Polyporales.

## Systématique
Le nom correct complet (avec auteur) de ce taxon est Phanerochaetaceae Jülich, 1982.
Phanerochaetaceae a pour synonymes :
- Bjerkanderaceae Jülich, 1982
- Hapalopilaceae Jülich, 1982
- Phanerochaetaceae Jülich, 1982

## Liste des genres
Selon MycoBank (3 mars 2025) :
- Amethicium Hjortstam, 1983
- Australicium Hjortstam & Ryvarden, 2002
- Australohydnum Jülich, 1978
- Baeostratoporus Bondartsev & Singer ex Singer, 1944
- Bjerkandera P. Karst., 1879
- Botryodontia (Hjortstam & Ryvarden) Hjortstam, 1987
- Callosus C.L. Zhao, 2023
- Candelabrochaete Boidin, 1970
- Castanoporus Ryvarden, 1991
- Cordochaete Sanyal, Samita, Dhingra & Avneet P. Singh, 2013
- Cremeoefibula S.L. Liu, Shan Shen & L.W. Zhou, 2024
- Crepatura C.L. Zhao, 2019
- Donkia Pilát, 1936
- Efibulella Zmitr., 2018
- Geliporus Yuan Yuan, Jia J. Chen & S.H. He, 2017
- Grandiniella Karsten, 1895
- Hapalopilus P. Karst., 1881
- Hjortstamia Boidin & Gilles, 2003
- Hyphodermella J. Erikss. & Ryvarden, 1976
- Inflatostereum D.A. Reid, 1965
- Licentia Pilát, 1940
- Lloydella Bres., 1901
- Mycoleptodon Pat., 1897
- Mycoleptodonoides Nikol., 1952
- Odontina Pat., 1874
- Odontoefibula C. Chih Chen & Sheng H. Wu, 2018
- Oxychaete Miettinen, 2016
- Phaeophlebiopsis Floudas & Hibbett, 2015
- Phanerina Miettinen, 2016
- Phanerochaete P. Karst., 1889
- Phanerodontia Hjortstam & Ryvarden, 2010
- Phaneroites Hjortstam & Ryvarden, 2010
- Phlebiopsis Jülich, 1978
- Pirex Hjortstam & Ryvarden, 1985
- Porostereum Pilát, 1936
- Quasiphlebia C. Chih Chen & Sheng H. Wu, 2021
- Rhizochaete Gresl., Nakasone & Rajchenb., 2004
- Riopa D.A. Reid, 1969
- Roseograndinia Hjortstam & Ryvarden, 2005
- Stegiacantha Maas Geest., 1966
- Terana Adans., 1763
- Thwaitesiella Massee, 1892

### Publication originale
- Jülich, W., Higher taxa of Basidiomycetes, vol. 85, 1982, p. 1-485